# Carex melanocarpa
Carex melanocarpa är en halvgräsart som beskrevs av Adelbert von Chamisso och Ernst Rudolf von Trautvetter. Carex melanocarpa ingår i släktet starrar, och familjen halvgräs. Inga underarter finns listade i Catalogue of Life.